# Guandi-Tempel auf der Insel Dongshan

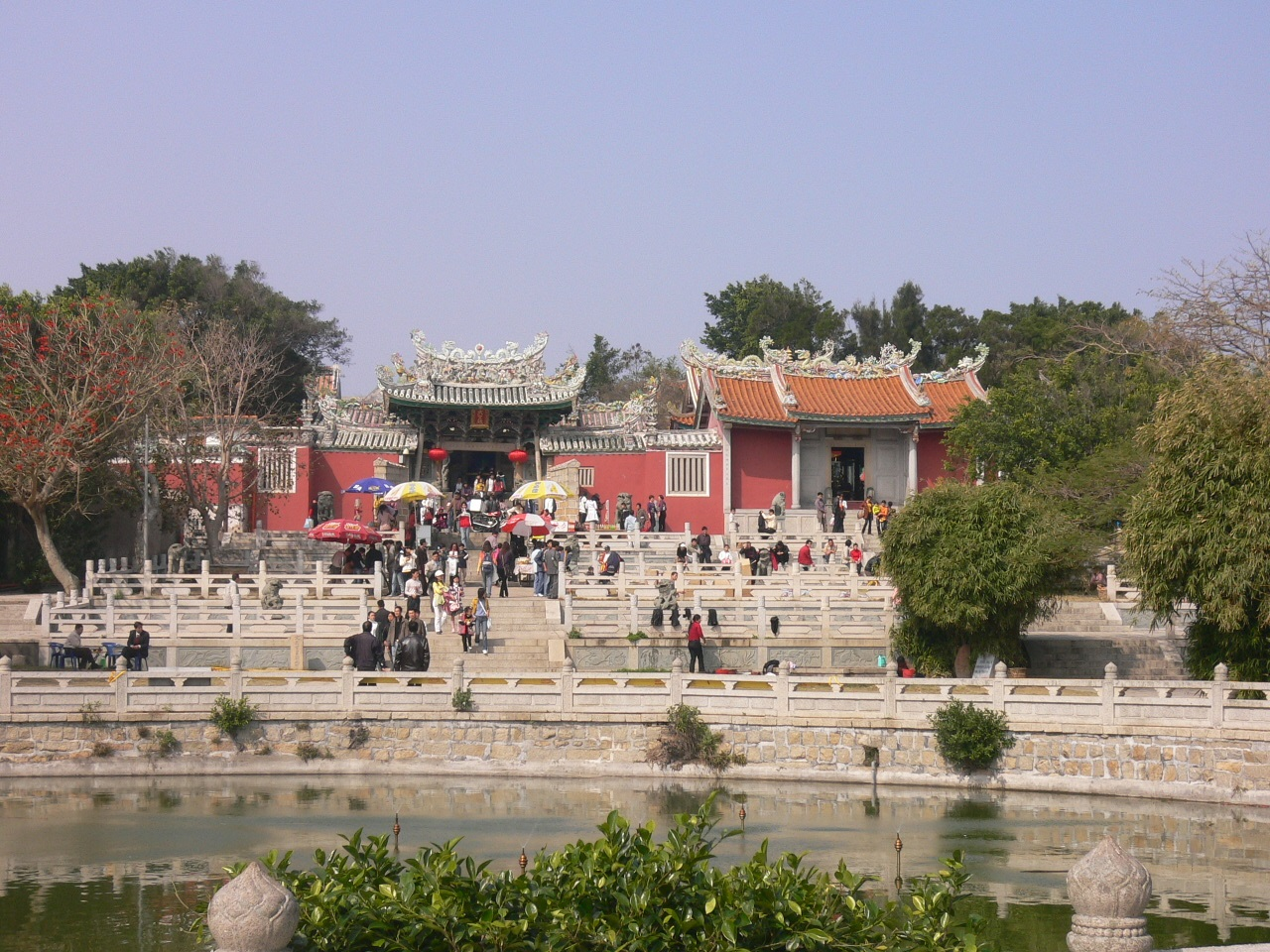
Guandi-Tempel auf der Insel Dongshan (2008)

Der Guandi-Tempel auf der Insel Dongshan (chinesisch 东山关帝庙, Pinyin Dōngshān Guāndì miào, englisch Guandi Temple of Dongshan Island) bzw. der Guandi-Tempel von Dongshan ist ein dem Guan Yu - der als Kriegsgott Guandi (關帝 / 关帝,  Guāndì) verehrt wird - geweihter Tempel auf der Dongshan-Insel (Dongshan Wan) in den Küstengewässern der Taiwan-Straße (Kreis Dongshan 东山县 von Zhangzhou) in der chinesischen Provinz Fujian.
Er wurde 1387 in der Zeit der Ming-Dynastie erbaut und erhält zahlreichen Besuch auch von Bewohnern Taiwans, insbesondere zum Geburtstag des Guan Yu am 13. des 5. Monats nach dem traditionellen chinesischen Mondkalender.
Der Guandi-Tempel von Dongshan (Dongshan Guan Di miao) steht seit 1996 auf der Liste der Denkmäler der Volksrepublik China (4-144).